# Przy Szosie Bydgoskiej
Przy Szosie Bydgoskiej – wieś w Polsce, w województwie kujawsko-pomorskim, w powiecie tucholskim, w gminie Tuchola, na Pojezierzu Krajeńskim. Wchodzi w skład sołectwa Mały Mędromierz.
Do 2023 miejscowość była częścią wsi Mały Mędromierz.
W latach 1975–1998 Przy Szosie Bydgoskiej administracyjnie należało do województwa bydgoskiego.